# А.Т.А. (футбольний клуб, Тасіілак)
Аммассаліммі Тімерсокатігііффік Аммассак або просто «А. Т.А.» (гренл. Ammassalimms Timersoqatigiffik Ammassak) — професіональний ґренландський футбольний клуб з міста Тасілак.

## Історія
Футбольний клуб «А. Т.А.» було засновано в 1960 році в місті Тасілак в східній частині Ґренландії. У 2007 році клуб не брав участь у національному чемпіонаті, незважаючи на те, що у 2006 році команда зайняла 4-те місце.

## Досягнення
- Кока-кола ҐМ
  - 4-те місце (1) 2006